# Vật lý thiên văn cho người vội vã
Vật lý thiên văn cho người vội vã (tựa gốc tiếng Anh: Astrophysics for People in a Hurry) là một cuốn sách khoa học phổ thông của nhà vật lý thiên văn người Mỹ Neil deGrasse Tyson. Cuốn sách được phát hành bởi nhà xuất bản W. W. Norton & Company vào ngày 2 tháng 5 năm 2017.
Cuốn sách được phát hành tại Việt Nam từ ngày 4 tháng 10 năm 2018 qua bản dịch của dịch giả Hồ Hồng Đăng, do Nhà xuất bản Thế Giới ấn hành.

## Bố cục
- Lời đề tặng
- Lời nói đầu

1. Câu chuyện vĩ đại nhất từng kể
2. Ở Trái Đất cũng như trên thiên đàng
3. Phải có ánh sáng
4. Giữa những thiên hà
5. Vật chất tối
6. Năng lượng tối
7. Vũ trụ trên bảng
8. Dạng tròn
9. Ánh sáng bất khả kiến
10. Giữa các hành tinh
11. Trái Đất ngoại hành tinh
12. Ngẫm nghĩ về góc nhìn vũ trụ